# قشعام
القِشْعَام أو القَشْعَمَان (الاسم العلمي: Gyps) (الاسم العلمي مشتق من اليونانية γύψ gýps ويعني "النسر")، جنس طير من الكواسر يتبع الفصيلة البازية. وصفه عالم الحيوان الفرنسي ماري جول سيزار سافيني في عام 1809، يحتوي الجنس على الأنواع الباقية التالية.

## الأنواع الباقية
| الصورة | الاسم العلمي      | الاسم الشائع        | التوزيع |
| ------ | ----------------- | ------------------- | --- |
|        | Gyps africanus    | نسر أبيض الظهر      | غرب وشرق إفريقيا. |
|        | Gyps bengalensis  | نسر هندي أبيض الظهر | سهول الغانج في الهند |
|        | Gyps coprotheres  | نسر الرأس           | أنغولا وبوتسوانا وليسوتو وموزمبيق وجنوب إفريقيا وزيمبابوي.                                                                             |
|        | Gyps fulvus       | نسر أسمر            | أوروبا وآسيا وإفريقيا |
|        | Gyps himalayensis | نسر الهملايا        | جبال الهملايا، وبامير، وكزخستان، وهضبة التبت، مع الحدود الشمالة الغربية لنطاق التكاثر الموجودة في أفغانستان والحدود الجنوبية في بوتان. |
|        | Gyps indicus      | نسر هندي            | الهند وباكستان ونيبال |
|        | Gyps rueppelli    | نسر أبقع            | منطقة الساحل في وسط إفريقيا. |
|        | Gyps tenuirostris | نسر نحيل المنقار    | الهند من سهل الغانج شمالًا وغربًا إلى هيماشال براديش وجنوبًا يحتمل أن يصل إلى شمال أوديشا وشرقًا عبر آسام.                                 |